# Guzmania steyermarkii
Guzmania steyermarkii är en gräsväxtart som beskrevs av Lyman Bradford Smith. Guzmania steyermarkii ingår i släktet Guzmania och familjen Bromeliaceae. Inga underarter finns listade i Catalogue of Life.